# Văn Sơn, Vân Nam
Châu tự trị dân tộc Choang và Miêu Văn Sơn (giản thể: 文山壮族苗族自治州; phồn thể: 文山壯族苗族自治州; Hán-Việt: Văn Sơn Choang tộc Miêu tộc Tự trị châu; bính âm: Wénshān Zhuàngzú Miáozú Zìzhìzhōu; Tiếng Tráng: Vwnzsanh Bouxcuengh Myauzcuz Swcicouh) là một châu tự trị thuộc thẩm quyền của tỉnh Vân Nam. Nó nằm ở phía đông nam của tỉnh Vân Nam ở phía tây nam Trung Quốc. Phía bắc giáp Khúc Tĩnh, phía đông giáp thành phố Bách Sắc tỉnh Quảng Tây, Phía nam giáp Hà Giang, Lào Cai (Việt Nam), phía tây giáp Hồng Hà.

## Các đơn vị hành chính
Châu tự trị dân tộc Choang, Miêu Văn Sơn quản lý các đơn vị cấp huyện sau:
1. Thành phố Văn Sơn (文山市)
2. Huyện Nghiễn Sơn 砚山县
3. Huyện Tây Trù 西畴县
4. Huyện Ma Lật Pha 麻栗坡县 (giáp tỉnh Hà Giang, Việt Nam)
5. Huyện Mã Quan (马关县)
6. Huyện Khâu Bắc (丘北县)
7. Huyện Quảng Nam (广南县)
8. Huyện Phú Ninh (富宁县)

## Hành chính
Tính đến năm 2013, Văn Sơn Zhuang và Miao Autonomous Prefecture có thẩm quyền đối với 1 quận cấp thành phố (Văn Sơn Thành phố) và 7 huyện (Nghiễn Sơn County, Tây Trù, Ma Lật Pha, Mã Quan County, Qiubei County, Quảng Nam, Văn Sơn, Funing County)). 102 thị trấn (16 thị trấn dân tộc), 947 ủy ban làng (khu phố) và 15341 nhóm dân làng.
| Tên khu vực                 | Diện tích (km vuông) | Cơ quan chính phủ | Đường phố | Thị trấn | Thôn | Thị trấn dân tộc thiểu số | Ủy ban khu phố | Ủy ban thôn |
| --------------------------- | -------------------- | ----------------- | --------- | -------- | ---- | ------------------------- | -------------- | ----------- |
| Văn Sơn và tỉnh tự trị Miao | 31409.12             | Vân Nam           | 3         | 42       | 59   | 16                        | 75             | 883         |
| Văn Sơn                     | 2967.91              | Khai Hóa          | 3         | 7        | 7    | 5                         | 24             | 113         |
| Nghiễn Sơn                  | 3868.56              | Giang Ná          |           | 4        | 7    | 4                         | 20             | 85          |
| Tây Trù                     | 1490.87              | Tây Sái           |           | 2        | 7    |                           | 3              | 69          |
| Ma Lật Pha                  | 2355.40              | Malizhen          |           | 4        | 7    | 1                         | 9              | 93          |
| Mã Quan                     | 2667.32              | Mã Bạch           |           | 9        | 4    |                           | 4              | 120         |
| Khâu Bắc                    | 5037.65              | Jinpingzhen       |           | 3        | 9    | 5                         | 4              | 95          |
| Quảng Nam                   | 7729.88              | Liên Thành        |           | 7        | 10   |                           | 7              | 167         |
| Phú Ninh                    | 5291.53              | Xinhua            |           | 6        | 7    | 1                         | 4              | 141         |

## Địa hình, khí hậu

### Địa hình
Địa hình của tỉnh tự trị Vân Nam Zhuang và Miao cao ở phía tây bắc và thấp ở phía đông nam. Vùng núi và bán núi chiếm 97% tổng diện tích đất. Điểm cao nhất là núi Bozhu ở huyện Vân Nam với độ cao 2991,2 mét.), với độ cao 107 mét và độ cao trung bình từ 1000 đến 1800 mét. Vân Nam, nơi đặt thủ phủ của bang, có độ cao 1.260 mét.

### khí hậu
Vân Nam Zhuang và tỉnh tự trị Miao
Tỉnh Vân Nam nằm ở phía đông nam của cao nguyên Yungui. Nhiệt độ trung bình hàng năm là 19 độ, lượng mưa hàng năm là 779 mm, thời gian không có sương giá hàng năm là 356 ngày và số giờ nắng là 2228,9 giờ. Hầu hết chúng có khí hậu cận nhiệt đới.
Lượng mưa dồi dào nhưng phân bố không đều. Nó được đặc trưng bởi nhiều hơn ở phía tây nam, ít hơn ở phía đông bắc và trung tây, nhiều núi và thung lũng hơn, mưa đêm nhiều hơn và ít ban ngày hơn, mưa lớn cục bộ và mưa lớn. Mùa khô và ẩm ướt là khác nhau. Mùa mưa từ tháng 5 đến tháng 10 và lượng mưa chiếm 82% lượng mưa hàng năm, từ tháng 11 đến tháng 4 mùa khô, lượng mưa chiếm 18% lượng mưa hàng năm. Do đó, một số khu vực dễ bị thiên tai như hạn hán hoặc lũ lụt.
Năng lượng bức xạ mặt trời rất phong phú và nguồn nhiệt là đủ. Các đặc điểm của phân phối nhiệt theo thời gian và phân bố không gian là: nhiệt độ mùa đông cao hơn, nhiệt độ mùa xuân tăng nhanh, mức tăng trung bình hàng tháng khoảng 4oC từ tháng 2 đến tháng 4 và nhiệt độ vào tháng 3 về cơ bản ổn định trên 15oC, nhiệt độ cao vào mùa hè không mạnh, lớn Nhiệt độ trung bình vào tháng 7 chỉ là 21 ~ 23oC vào tháng 7, nhiệt độ bắt đầu giảm sau tháng 7 và nhiệt độ giảm nhanh vào mùa thu. Nhiệt độ trung bình vào tháng 9 giảm hơn 2oC so với tháng 7 và nhiệt độ tối thiểu trung bình ở một số quận đã giảm xuống dưới 16oC. Tuy nhiên, do mây thấp và mưa sương mù, bức xạ mặt trời bị suy yếu. Địa hình trong lãnh thổ rất thăng trầm và chênh lệch độ cao rất khác nhau, do đó bức xạ mặt trời nhận được ở các vùng khác nhau, độ cao khác nhau và hướng dốc khác nhau cũng khác nhau. Điều kiện nhiệt cũng sẽ khác nhau. [5]
Ở hầu hết các vùng của tỉnh Vân Nam, không có đợt rét đậm vào mùa đông và không có nhiệt độ khắc nghiệt vào mùa hè. Cùng mùa với khô và lạnh và mưa và nắng nóng, chênh lệch nhiệt độ hàng năm nhỏ, chênh lệch nhiệt độ hàng ngày lớn, độ lục địa nhỏ hơn 40%, khí hậu hàng hải rõ ràng hơn, nhiệt độ mùa xuân cao hơn nhiệt độ mùa thu, thời gian không có sương giá và tuyết rơi ít hơn. Nhiệt độ trung bình hàng năm là 12,0 23,1oC, nhiệt độ tích lũy ≥10oC là 4500 7500oC và số ngày giữa đầu và cuối là 193 332 ngày. Nhiệt độ trung bình của tháng lạnh nhất (tháng 1) là 6,5-13,5oC và nhiệt độ trung bình của tháng nóng nhất (tháng 7) là 17,0-28,5oC. Nó chủ yếu là gió đông nam trong suốt cả năm. Khu vực có độ cao thấp là khu vực nóng và cao là mát mẻ. Do sự khác biệt về độ cao, có ba chiều đặc điểm khí hậu của "một núi là như nhau, sự khác biệt lớn" và "dặm mười là khác nhau".

## Dân số dân tộc
Năm 2017, dân số của Văn Sơn là 3,636 triệu người, tăng 0,4%. Trong số đó: 2.152.100 dân nông thôn, chiếm 59,19% tổng dân số. Dân số đô thị là 1.483,9 nghìn, và tỷ lệ đô thị hóa là 40,81%. Dân số thiểu số là 2,109 triệu người, chiếm 58,0% tổng dân số. Tỷ lệ sinh là 13,70, tỷ lệ tử vong là 6,55 và tỷ lệ tăng dân số tự nhiên là 7,15. [7]
Tỉnh Vân Nam là nơi sinh sống của hơn 20 dân tộc bao gồm Hán, Tráng, Miêu, Di, Dao, Hồi, Thái, Bồ Y, Mông Cổ và Bạch, với tổng dân số 3,7 triệu người và mật độ dân số 115 người trên một km2, trong đó: dân tộc thiểu số là 1,943 triệu người, chiếm 56,6% tổng dân số.

## Du lịch
Vân Nam Zhuang và Miao Autonomous, nằm ở phía đông nam của tỉnh Vân Nam, được gọi là "Cửa ngõ của Đông Nam Vân Nam". Vân Nam được đặt theo tên của phong cảnh thiên nhiên của "East Vân Nam".
Đỉnh cao nhất trong tiểu bang phong cảnh du lịch là núi Bozhu ở hạt Vân Nam, với độ cao 2991 mét. Ngọn núi cao chót vót, cao vút, thông và tre xanh, tươi tốt và xanh tươi, là một trong những khung cảnh hùng vĩ của Tuyền Châu.
Thành phố Vân Nam nằm ở phía tây nam đông nam Vân Nam, và có khí hậu gió mùa cận nhiệt đới. Thành phố trông giống như một quả bầu và sông Panlong chảy từ phía tây bắc, uốn lượn như một vành đai ngọc bích và đi về phía đông nam quanh thành phố. Do đó, chỉ trong khu vực quận 5,34 km2, có 36 cây cầu lớn nhỏ, như cầu vòm đá, cầu bê tông thép, cầu treo, cầu khung thép, v.v., kết nối bắc và nam, đi qua đông và tây, và có hình dạng khác nhau, và kết hợp các công trình cầu cổ và hiện đại trong một lò. Cầu Tai'an là cây cầu sớm nhất và được xây dựng ở Yongzheng trong triều đại nhà Thanh trong bốn năm, cầu Xihua dài nhất ở độ cao 85 mét, cầu Dongfeng đi qua khu vực trung tâm thành phố và đầy ắp giao thông, cầu Changhong có tầm nhìn cao và tráng lệ. Tất cả các cây cầu đều phù hợp với cảnh quan, và tên của thành phố cầu Vân Nam bắt nguồn từ nó. [số 8]
Có một "Công viên Panlong" bên bờ sông Panlong ở góc đông bắc của thành phố. Có những bức phù điêu quy mô lớn của Lễ hội Ngọn đuốc của người Yi trong vườn. Cây liễu xanh treo và tòa tháp bị che khuất. Đây thực sự là một nơi tuyệt vời để nghỉ ngơi. Tianqi (còn được gọi là Sanqi) được sản xuất tại tỉnh, vì vậy nó đã trở thành " quê hương của Sanqi " nổi tiếng khắp cả nước.
Địa điểm du lịch tỉnh Qiubei Puzhehei, thuyền câu cá muộn, hồ Nghiễn Sơn và cảnh núi non, phong cảnh bình dị của Guangbao Babao và bình minh của núi Bozhu, hang động Liufu Karst hang động địa phương... Việc tô điểm càng ngày càng đẹp, khiến người ta quên không quay trở lại.